# Macau Open 2007
Die Macau Open 2007 im Badminton fanden vom 2. bis 7. Oktober 2007 in Macau statt.

## Austragungsort
Macao Polytechnic Institute Multisport Pavilion, Macao

## Sieger und Platzierte
| Veranstaltung | Gold                         | Silber                         | Bronze                        |
| ------------- | ---------------------------- | ------------------------------ | ----------------------------- |
| Herreneinzel  | Chen Jin                     | Taufik Hidayat                 | Park Sung-hwan                |
| Herreneinzel  | Chen Jin                     | Taufik Hidayat                 | Wong Choong Hann              |
| Dameneinzel   | Xie Xingfang                 | Jun Jae-youn                   | Adriyanti Firdasari           |
| Dameneinzel   | Xie Xingfang                 | Jun Jae-youn                   | Lu Lan                        |
| Herrendoppel  | Tan Boon Heong Koo Kien Keat | Choong Tan Fook Lee Wan Wah    | Fu Haifeng Cai Yun            |
| Herrendoppel  | Tan Boon Heong Koo Kien Keat | Choong Tan Fook Lee Wan Wah    | Hendra Setiawan Markis Kido   |
| Damendoppel   | Gao Ling Huang Sui           | Lee Hyo-jung Lee Kyung-won     | Jiang Yanmei Li Yujia         |
| Damendoppel   | Gao Ling Huang Sui           | Lee Hyo-jung Lee Kyung-won     | Cheng Wen-hsing Chien Yu-chin |
| Mixed         | Xie Zhongbo Zhang Yawen      | Fang Chieh-min Cheng Wen-hsing | Lee Hyo-jung Han Sang-hoon    |
| Mixed         | Xie Zhongbo Zhang Yawen      | Fang Chieh-min Cheng Wen-hsing | Chen Hung-ling Chou Chia-chi  |

## Finalergebnisse
| Disziplin    | Sieger                       | Finalist                       | Ergebnis            |
| ------------ | ---------------------------- | ------------------------------ | ------------------- |
| Herreneinzel | Chen Jin                     | Taufik Hidayat                 | 19–21, 21–17, 21–18 |
| Dameneinzel  | Xie Xingfang                 | Jun Jae-youn                   | 21–10, 21–10        |
| Herrendoppel | Koo Kien Keat Tan Boon Heong | Choong Tan Fook Lee Wan Wah    | 21–18, 17–21, 23–21 |
| Damendoppel  | Gao Ling Huang Sui           | Lee Kyung-won Lee Hyo-jung     | 21–15, 21–7         |
| Mixed        | Xie Zhongbo Zhang Yawen      | Fang Chieh-min Cheng Wen-hsing | 21–14, 21–16        |